# Matutinus hyperion
Matutinus hyperion är en insektsart som beskrevs av Ronald Gordon Fennah 1972. Matutinus hyperion ingår i släktet Matutinus och familjen sporrstritar. Inga underarter finns listade i Catalogue of Life.